# NASA X-38
El X-38 fue un vehículo experimental diseñado por la NASA para investigar un posible vehículo de retorno de tripulación para emergencias o VRT (en inglés Crew Return Vehicle, CRV) para la Estación Espacial Internacional (ISS). El programa 1995–2002 también desarrolló conceptos para un diseño de vehículo de retorno que podría modificarse para otros usos, como una hipotética nave espacial conjunta e internacional de Estados Unidos que podría lanzarse en el cohete europeo Ariane 5.
El programa finalmente desarrollaría un total de tres prototipos demostradores de vuelo, cada uno con mejoras respecto a su predecesor. Los tres eran vehículos de carrocería sin alas utilizados en pruebas de caída. El programa X-38 fue cancelado en el 2002 debido a recortes presupuestarios.

## Historia

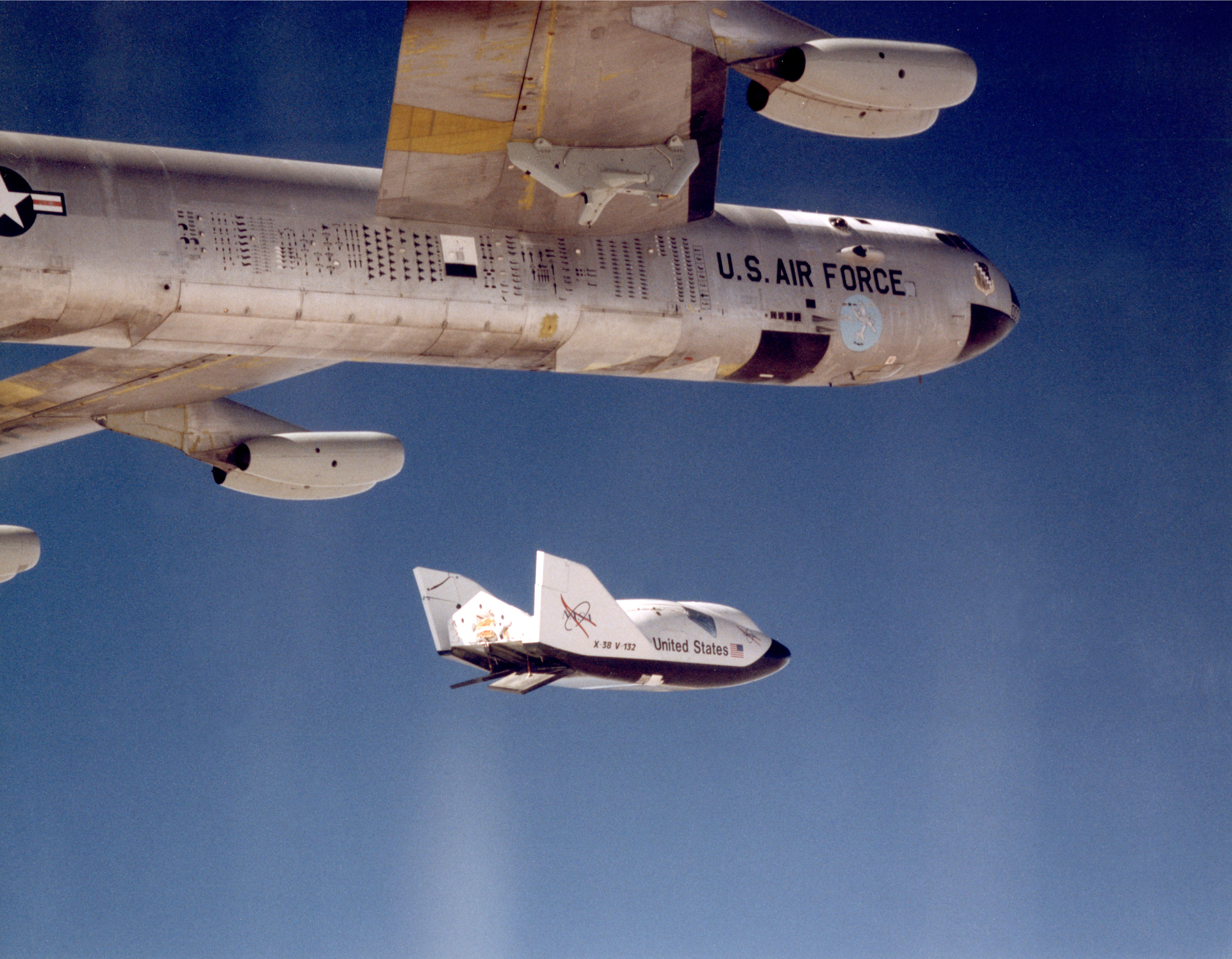
El X-38 V-132 cae lejos de la nave nodriza, un Boeing B-52 Stratofortress de la NASA, inmediatamente después de ser liberado.

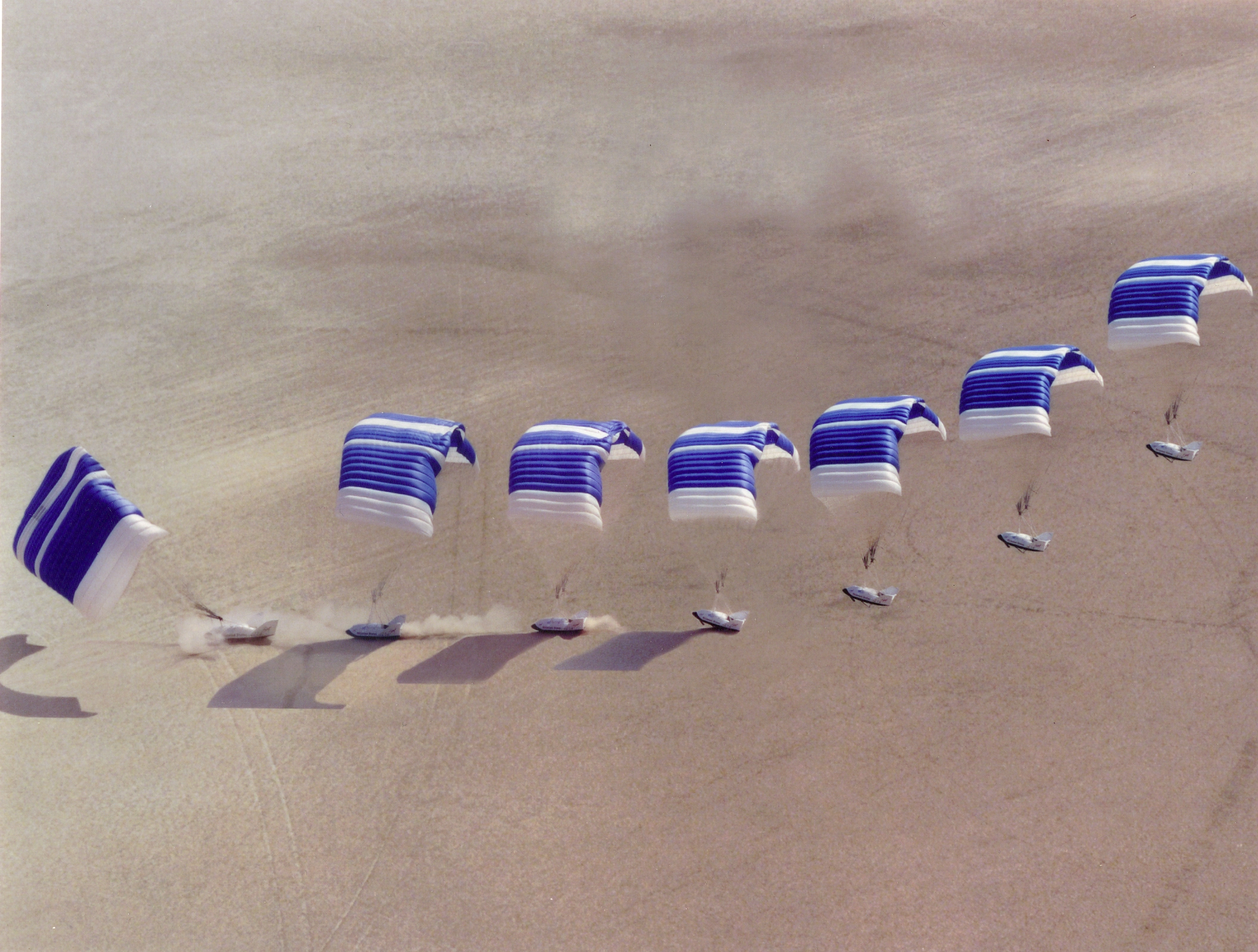
El prototipo X-38 hace un suave aterrizaje al final de un vuelo de prueba de julio de 1999 en el Centro de Investigaciones de Vuelo Armstrong con un ala parapente completamente desplegado.

El tamaño máximo de la tripulación para la ISS depende de la capacidad de rescate de la tripulación. Dado que es imperativo que los miembros de la tripulación puedan regresar a la Tierra en caso de una emergencia inesperada, los líderes del programa de la ISS planearon inicialmente un vehículo de retorno de tripulación capaz de contener hasta siete miembros de la tripulación. Esto habría permitido que el conjunto completo de siete astronautas vivieran y trabajaran en la ISS.

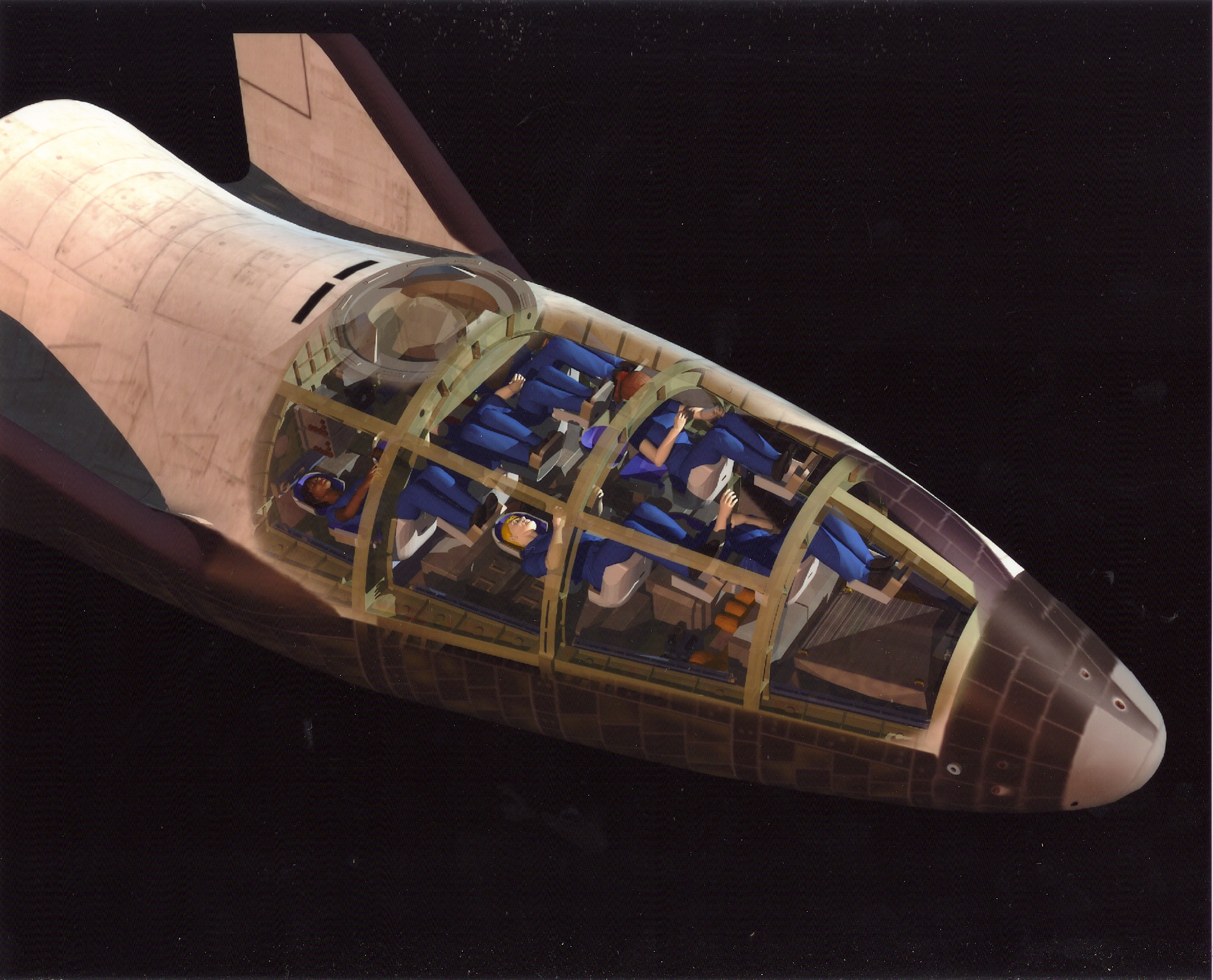
Representación gráfica del X-38, con el corte del vehículo que revela la posición de la tripulación de siete miembros durante el reingreso.

Durante los primeros años de la construcción en órbita de la ISS, la tripulación se limitó a tres astronautas, lo que corresponde a un solo vehículo ruso Soyuz TMA que podría ser acoplado en la estación en cualquier momento. Más tarde, en mayo de 2009, se agregaron modificaciones para un total de dos vehículos Soyuz acoplados simultáneamente, y la tripulación de la ISS aumentó a seis astronautas. La NASA ha diseñado varios VRT a lo largo de los años con diferentes niveles de detalle.
Un pequeño estudio de desarrollo interno del concepto X-38 comenzó por primera vez en el Centro Espacial Johnson a principios de 1995; sin embargo, en 1992, la NASA ya había reconocido varios hipotéticos escenarios de emergencia en donde surgía la necesidad de que la tripulación regresara de la Estación Espacial Internacional:
1. Una enfermedad o lesión grave de un astronauta de la estación.
2. Un incendio o colisión con escombros espaciales.
3. Una puesta a tierra del transbordador espacial (fortuita o intencional) que impida entregar suministros a la ISS para mantener la vida de sus astronautas.

A principios de 1996 se adjudicó un contrato a Scaled Composites, Inc., de Mojave, California, para la construcción de tres prototipos de prueba atmosférica a gran escala. El primer vehículo fue entregado al Centro Espacial Johnson en septiembre de 1996.

## Desarrollo
En un movimiento inusual para un avión X, el programa involucró a la Agencia Espacial Europea y la Agencia Espacial Alemana. Originalmente se llamaba X-35. El gerente del programa fue John Muratore, mientras que el ingeniero de pruebas de vuelo fue el entonces futuro astronauta de la NASA Michael Edward Fossum.
El diseño X-38 utilizó un concepto de cuerpo de elevación sin alas desarrollado originalmente por la Fuerza Aérea de los Estados Unidos. A mediados de la década de 1960, durante el programa X-24, R. Dale Reed trabajó para la NASA desde 1955 hasta 2000 y es considerado el Padre de los Programas de Levantamiento de Cuerpos. Se reunió con Muratore (1992-1993) y compartió su diseño del X-24A que usó para presentar el concepto del X-38 a la NASA (Wingless Flight, Capítulo 9, páginas 186-188).
El programa X-38 utilizó prototipos no tripulados para probar el diseño del VRT. Los modelos de vuelo se indicaron con la letra V (Vehicle), seguido de un número.
- X-38 V-131
- X-38 V-132
- X-38 V-131-R, un prototipo V-131 reelaborado con una carcasa modificada
- X-38 V-201, un prototipo orbital lanzado por el transbordador espacial
- X-38 V-121, V-133 y V-301, prototipos que también fueron previstos pero que nunca fueron construidos.

El X-38 V-131 y V-132 compartieron la forma aerodinámica del X-24A. Esta forma tuvo que ser ampliada para las necesidades del VRT (tripulación de siete astronautas) y rediseñada, especialmente en la parte trasera, que se hizo más gruesa.
El X-38 V-131-R fue diseñado al 80 por ciento del tamaño de un VRT (7,5 m de largo, 3,5 m de ancho y 2,6 m de alto), y presentó el final forma rediseñada (se planificaron dos versiones posteriores, V-133 y V-201, al cien por ciento del tamaño del VRT). Las versiones de escala del 80% se volaron con un peso de 6803,886 kg a 10 886,217 kg. El prototipo orbital X-38 V-201 estaba completo en un 90 por ciento, pero nunca voló.
En las pruebas de caída, el V-131, V-132 y V-131-R fueron arrojados por un B-52 desde altitudes de hasta 13 700 m, deslizándose a velocidades casi transónicas antes de desplegar un paracaídas de frenado para reducir la velocidad a 97 km/h. Los prototipos posteriores usaron para su descenso un ala parapente de 700 m², el más grande jamás hecho. El control de vuelo era principalmente autónomo, respaldado por un piloto terrestre.

## Diseño

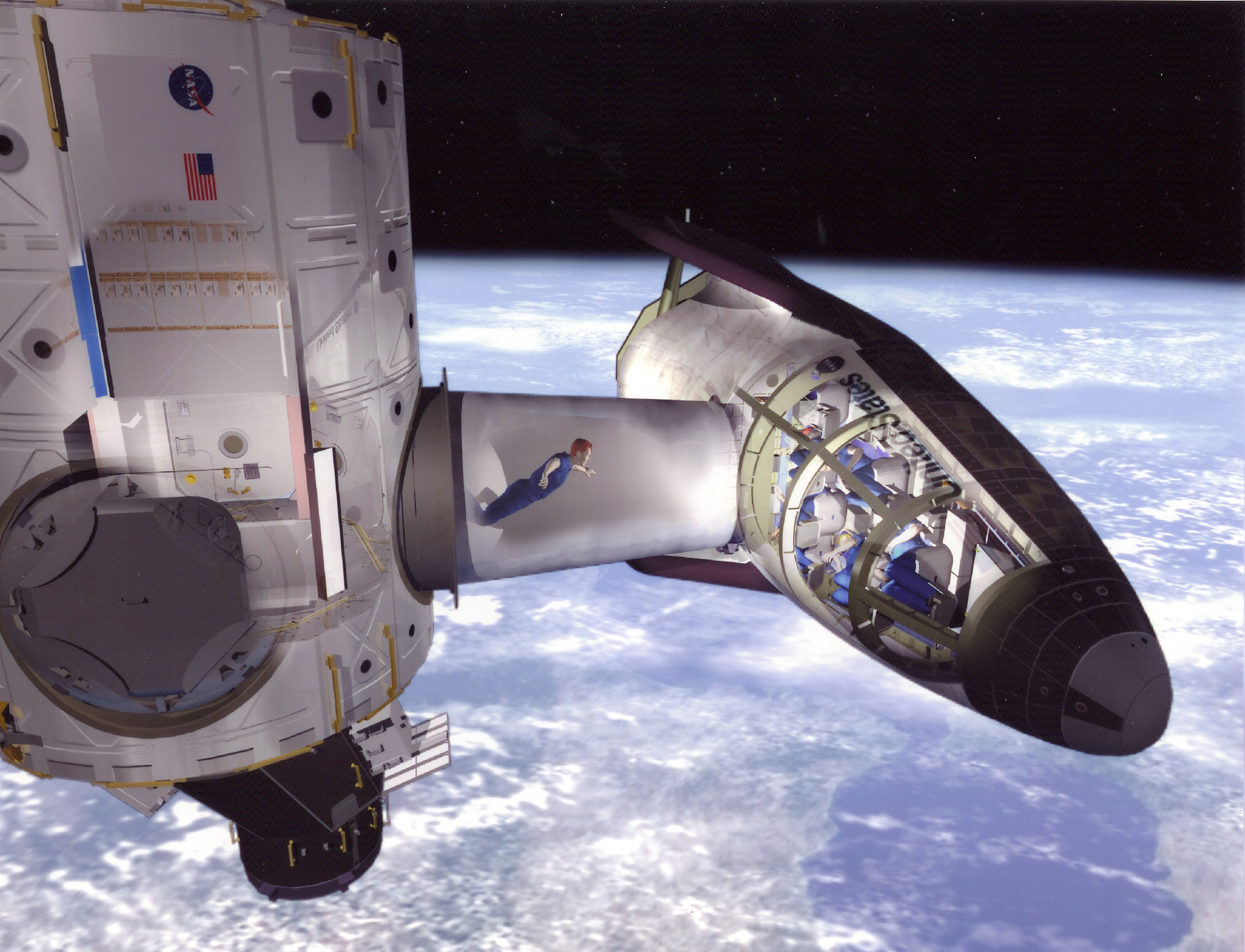
Representación artística de un miembro de la tripulación de la ISS siendo ingresado a un X-38 a través de un mecanismo de acoplamiento.

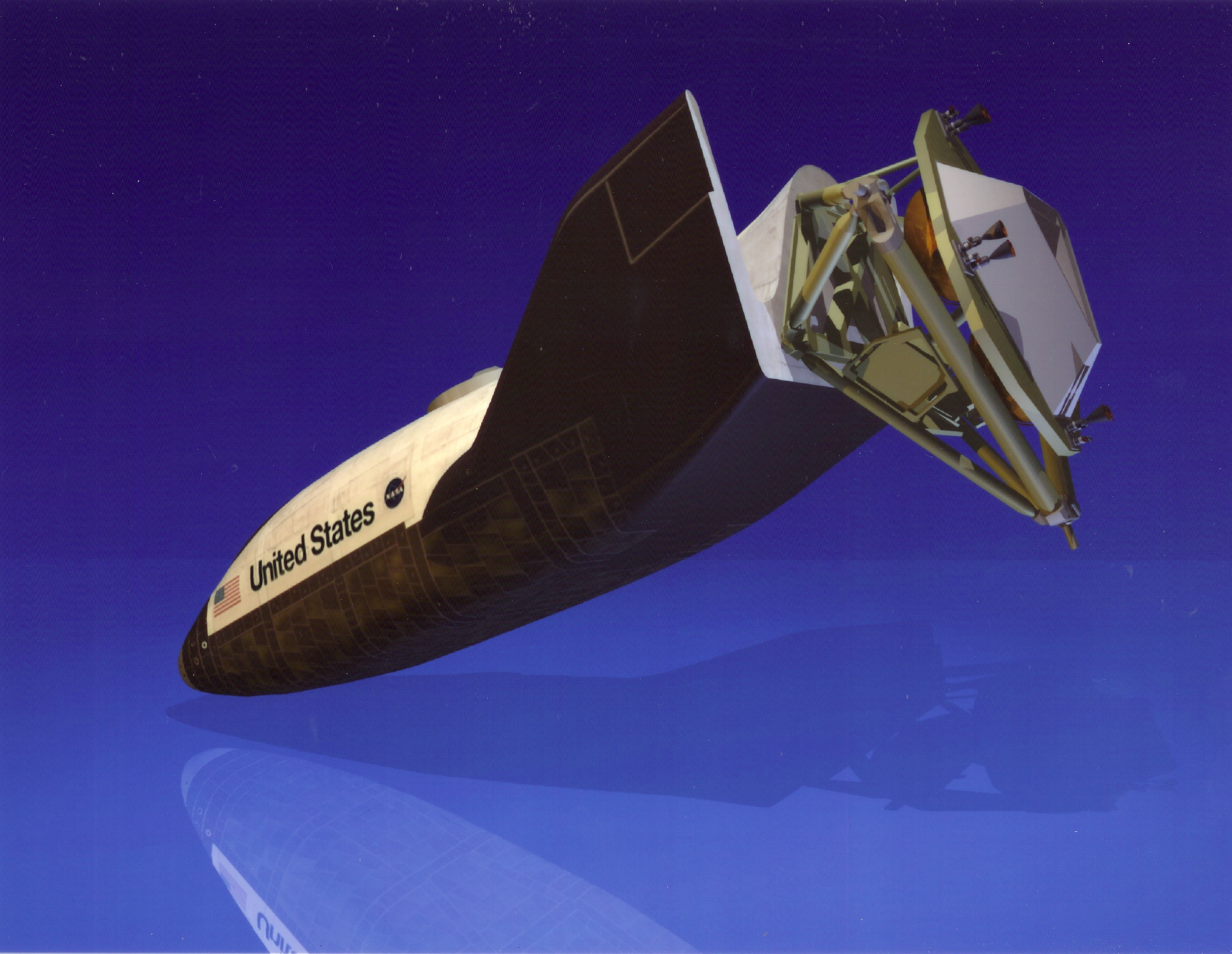
Representación conceptual del sistema de propulsión desorbital (SPD) conectado a la parte trasera de un VRT. El SPD dispararía sus ocho propulsores para reducir la velocidad de la nave espacial por debajo de la velocidad orbital para volver a entrar en la atmósfera de la Tierra.

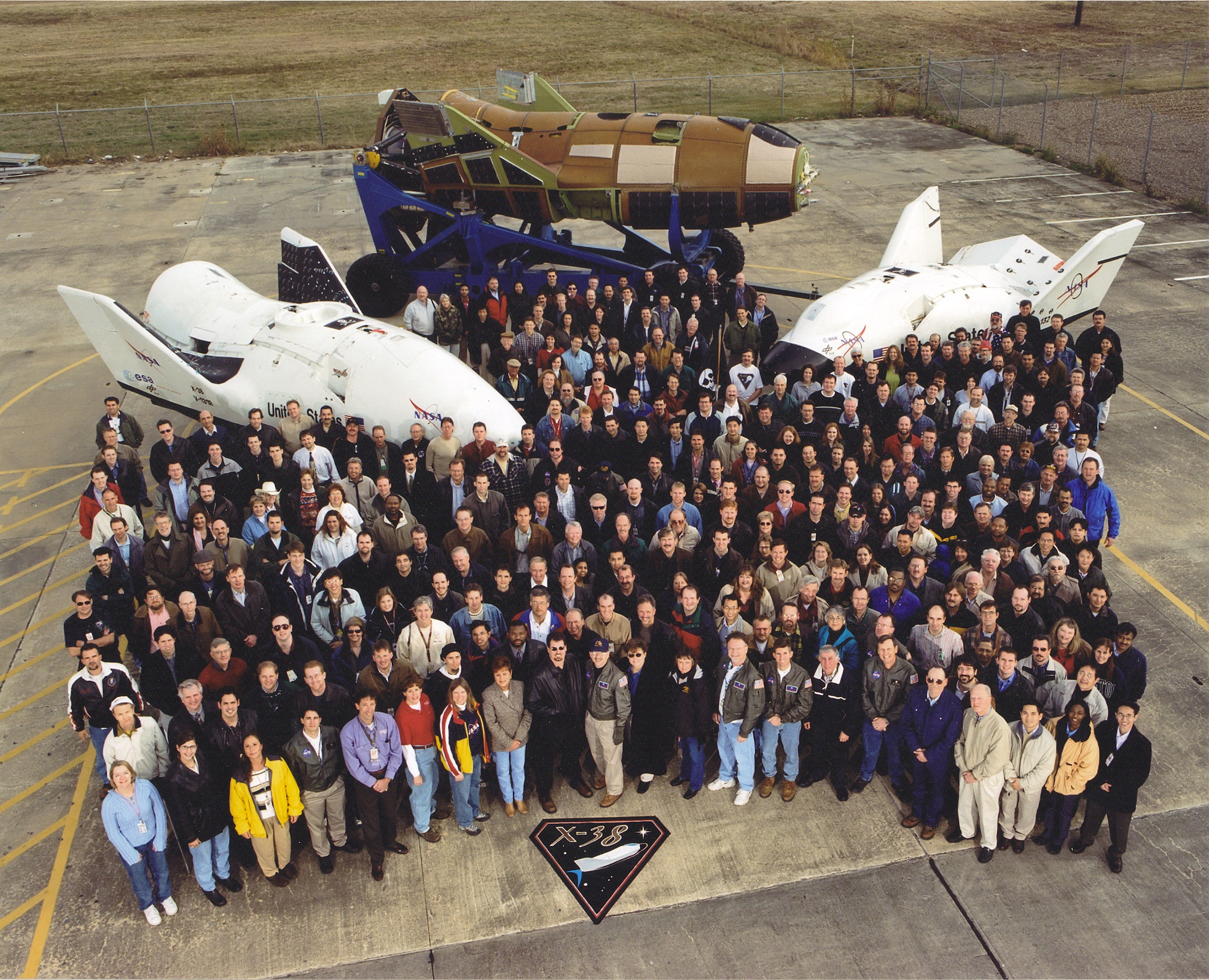
El equipo de desarrollo del X-38 con los V131R, V132 y V201 en el lado este del Edificio 220 en el Centro Espacial Johnson al cierre del proyecto (2003).

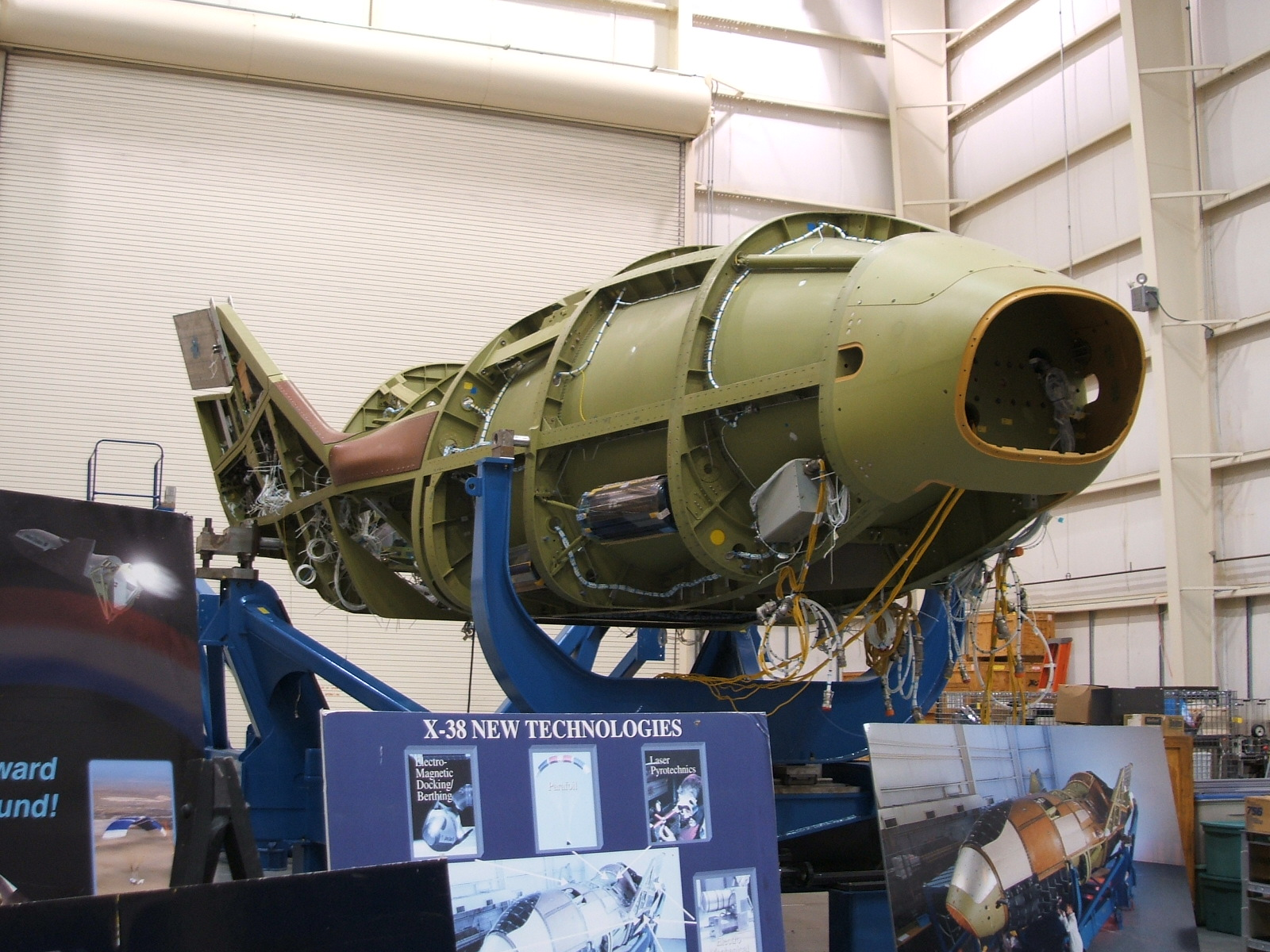
Vehículo de prueba orbital X-38 V-201 ubicado previamente en el Edificio 220 en el Centro Espacial Johnson. Ahora exhibido en el extremo sur del Edificio 10, Houston, Texas.

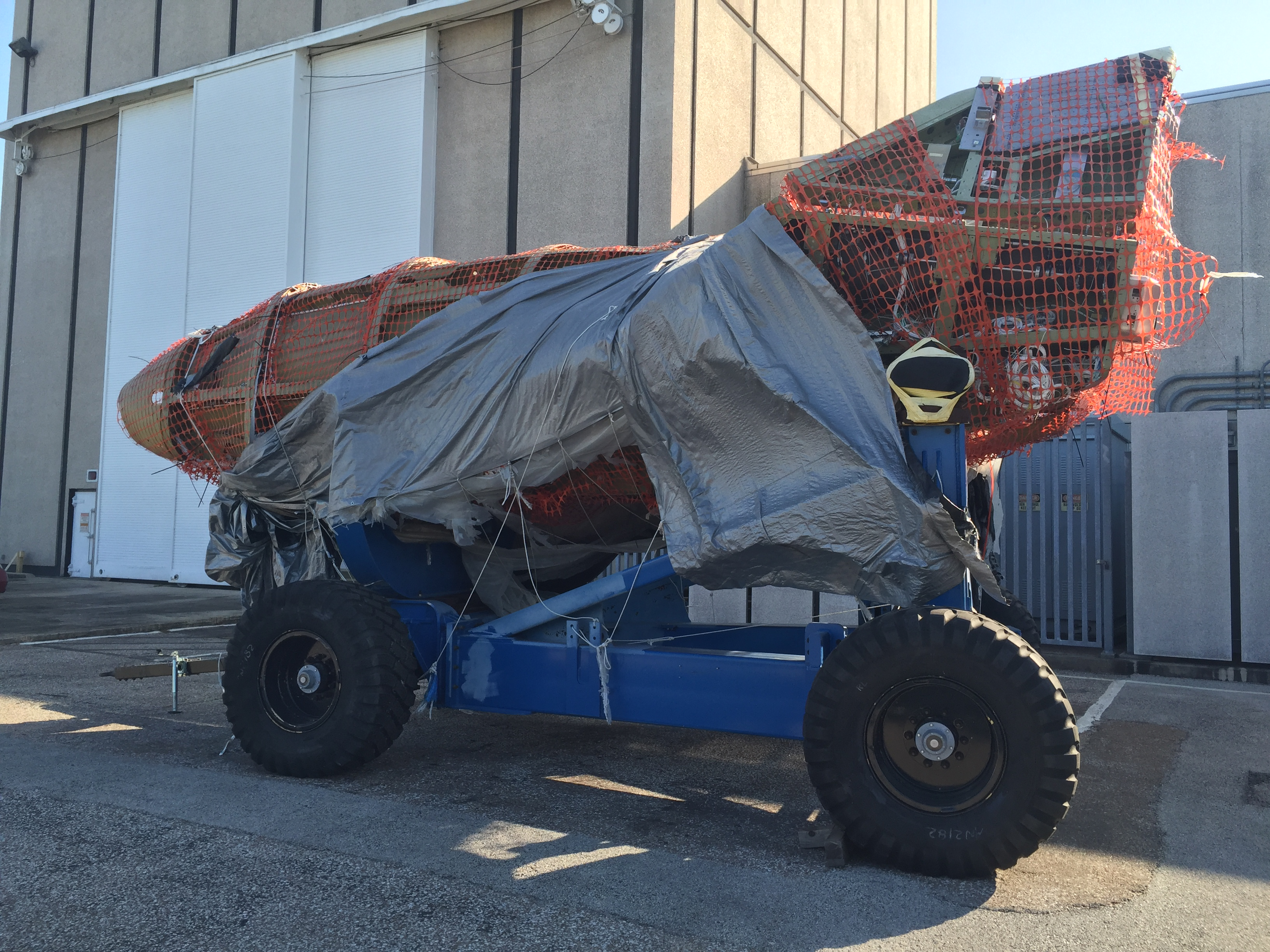
Vehículo de prueba orbital X-38 V-201 como se exhibe actualmente, encima de su vehículo de movilidad terrestre en el Centro Espacial Johnson de la NASA, detrás del Edificio 49.

El X-38 estaba destinado a ser acoplado de manera semipermanente a la ISS. Si la tripulación se enfermaba o se lesionaba durante el curso de su misión, entrarían en el vehículo de rescate a través de un mecanismo de acoplamiento. Con la ejecución de un breve procedimiento, los VRT llevarían automáticamente a los miembros de la tripulación de forma segura a la Tierra. Una vez desacoplado, el vehículo se desorbitaría utilizando un Sistema de propulsión desorbital (SPD). El SPD de ocho propulsores ajustaría la posición de la nave espacial y 
la retroalimentaría para reducir la velocidad del X-38, permitiendo que la atracción gravitacional la empuje hacia la atmósfera de la Tierra. Aerojet desarrolló un módulo SPD y lo entregó al Centro Espacial Johnson en 2002 para el V-201.
Tras el abandono del SPD, el X-38 se habría deslizado desde la órbita y utilizado un ala parapente orientable para su descenso y aterrizaje final. Las altas velocidades a las que operan los aviones de carrocería de elevación pueden hacerlos difíciles de aterrizar. El ala parapente se habría utilizado para frenar el vehículo y facilitar el aterrizaje. El tren de aterrizaje consistía en patines en lugar de ruedas: los patines funcionaban como trineos para que el vehículo se hubiera detenido en el suelo.
Tanto la forma como el tamaño del X-38 eran diferentes de los del transbordador espacial. El VRT habría encajado en el espacio de carga útil del transbordador; sin embargo, esto no significa que hubiera sido pequeño. El X-38 pesaba 10 660 kg y tenía 9,1 m de largo. El sistema de batería, que duraba nueve horas, debía usarse como fuente de alimentación y soporte vital; si se necesitaba usar el VRT, solo tomaría de dos a tres horas llegar a la Tierra.
El ala parapente empleado para el aterrizaje se derivó de la tecnología desarrollada por el Ejército de los Estados Unidos. Esta ala parapente gigante se implementa en cinco etapas para un rendimiento óptimo. Se habría liberado un conducto de arrastre desde la parte trasera del X-38. Este conducto de arrastre se habría utilizado para estabilizar y ralentizar el vehículo. El ala parapente (con un área de 687 m²) es liberado. Se abriría en cinco pasos (un proceso denominado «puesta en escena»). Si bien el proceso de preparación solo demora 45 segundos, es importante para hacer un uso exitoso del plano inclinado con respecto a la Tierra. La «puesta en escena» evita que los vientos de alta velocidad rasguen el ala parapente.
El aterrizaje de la nave espacial debía ser completamente automatizado. El Centro de control de misión habría enviado coordenadas al sistema informático a bordo. Este sistema también habría utilizado sensores de viento y el Sistema de posicionamiento global (GPS) para coordinar un viaje seguro a casa. Dado que el vehículo de regreso de la tripulación fue diseñado teniendo en cuenta las emergencias médicas, tenía sentido que el vehículo pudiera encontrar su camino a casa automáticamente en caso de que los miembros de la tripulación estuvieran incapacitados o lesionados. Si fuera necesario, la tripulación tendría la capacidad de operar el vehículo cambiando a los sistemas de respaldo. Además, se incluyeron siete paquetes de paracaídas de gran altitud–apertura baja (HALO) en la cabina de la tripulación, una medida diseñada para proporcionar la capacidad de rescate de la nave.
Se diseñó un Sistema de acoplamiento avanzado para el X-38, y el trabajo en él condujo al Sistema de acoplamiento de bajo impacto que el Centro Espacial Johnson creó más tarde para los vehículos diseñados en el Proyecto Constelación.
El vehículo X-38 también se conocía como X-35 (esa designación fue posteriormente asignada por la USAF a otro vehículo) y X-CRV (Experimental - Crew Return Vehicle).

## Cancelación
Los excesos de altos costos plagaron el programa de la ISS durante su desarrollo y construcción a fines de la década de 1990 y principios de la década de 2000. Para controlar los costos, se creó el Grupo de trabajo de gestión y evaluación de costos de la Estación Espacial Internacional (IMCE). El grupo de trabajo introdujo un nuevo concepto conocido como «American Core Complete», por el cual los Estados Unidos reducirían unilateralmente las contribuciones estadounidenses previamente acordadas a la ISS mientras conservaban su papel como miembro controlador de los socios internacionales. El «Core Complete» (en oposición a la «Estación completa» planeada originalmente) eliminó el módulo de habitación estadounidense, el VRT estadounidense y el Nodo-3 del diseño de la ISS sin negociaciones con socios internacionales. El administrador de la NASA, Sean O'Keefe, nombrado por el presidente George W. Bush, declaró en diciembre de 2001 que tenía la intención de cumplir con las recomendaciones del IMCE, incluida la implementación de «Core Complete». La cancelación del proyecto X-38 se anunció el 29 de abril de 2002 como una medida de reducción de costos de acuerdo con las recomendaciones del IMCE.
El concepto «Core Complete» fue criticado rotundamente por muchos expertos en el momento, ya que la mayoría del trabajo de desarrollo en el X-38 se había completado. El prototipo del vehículo espacial tenía aproximadamente un 90% de avance cuando se canceló.

## Legado y redistribución de vehículos
El X-38 V-132 está ahora en préstamo permanente de la NASA al Museo Estratégico del Aire y el Espacio en Ashland, Nebraska.
Desde octubre de 2015, el 90% completo del X-38 V-201, que se encontraba en el Edificio 220 del Centro Espacial Johnson, ahora se encuentra fuera del Edificio 49 envuelto en una red de construcción en el Centro Espacial Johnson, en Houston, Texas.
Desde noviembre de 2010, el X-38 V-131R está en préstamo de la NASA al Museo de Aviación Evergreen en McMinnville, Oregón.

## Especificaciones
Características generales
- Tripulación: 7 astronautas
- Longitud: 9,1 metros[nota 7]
- Envergadura: 4,42 metros[nota 8]
- Altura: 2,22 metros[nota 9]
- Peso en vacío: 10 659 kilos[nota 10]
- Peso bruto: 11 340 kilos[nota 11]

### Desarrollos relacionados
- Martin Marietta X-24A
- HiMAT Remotely Piloted Vehicle

### Aeronaves similares
- NASA M2-F1
- Northrop M2-F2
- Northrop M2-F3
- Northrop HL-10
- MiG-105
- SpaceDev Dream Chaser

### Secuencias de designación
- Secuencia X-_ (Aviones eXperimentales estadounidenses, 1948-presente): ← X-35 - X-36 - X-37 - X-38 - X-39 - X-40 - X-41 →

### Listas relacionadas
- Anexo:Aeronaves de la Fuerza Aérea de los Estados Unidos (históricas y actuales)